# العلاقات الليختنشتانية النيبالية
العلاقات الليختنشتانية النيبالية هي العلاقات الثنائية التي تجمع بين ليختنشتاين ونيبال.

## مقارنة بين البلدين
هذه مقارنة عامة ومرجعية للدولتين:
| وجه المقارنة                                              | ليختنشتاين                                 | نيبال                             |
| --------------------------------------------------------- | ------------------------------------------ | --------------------------------- |
| المساحة (كم2)                                             | 16                                         | 147.18 ألف                        |
| عدد السكان (نسمة)                                         | 37.47 ألف                                  | 29.40 مليون                       |
| الكثافة السكانية (ن./كم²)                                 | 234.19 ألف                                 | 199.76                            |
| العاصمة                                                   | فادوتس                                     | كاتماندو                          |
| اللغة الرسمية                                             | اللغة الألمانية                            | اللغة النيبالية                   |
| العملة                                                    | فرنك سويسري                                | روبية نيبالية                     |
| الناتج المحلي الإجمالي (بليون دولار)                      | 6.29 مليار                                 | 24.47 مليار                       |
| الناتج المحلي الإجمالي (تعادل القوة الشرائية) بليون دولار |                                            | 70.20 مليار                       |
| الناتج المحلي الإجمالي الاسمي للفرد دولار أمريكي          |                                            | 743                               |
| الناتج المحلي الإجمالي للفرد دولار أمريكي                 |                                            | 2.37 ألف                          |
| مؤشر التنمية البشرية                                      | 0.908                                      | 0.548                             |
| رمز المكالمات الدولي                                      | +423                                       | +977                              |
| رمز الإنترنت                                              | .li                                        | .np                               |
| المنطقة الزمنية                                           | توقيت وسط أوروبا، ت ع م+01:00، ت ع م+02:00 | UTC+05:45، التوقيت الموحد لنيبال ‏ |

## منظمات دولية مشتركة
يشترك البلدان في عضوية مجموعة من المنظمات الدولية، منها:
| علم المنظمة | اسم المنظمة                   | تاريخ انضمام ليختنشتاين | تاريخ انضمام نيبال |
| ----------- | ----------------------------- | ----------------------- | ------------------ |
|             | الاتحاد البريدي العالمي       | ?                       | ?                  |
|             | منظمة حظر الأسلحة الكيميائية  | ?                       | ?                  |
|             | منظمة التجارة العالمية        | ?                       | ?                  |
|             | منظمة الشرطة الجنائية الدولية | ?                       | ?                  |
|             | الأمم المتحدة                 | 18 سبتمبر 1990          | 14 ديسمبر 1955     |

## وصلات خارجية
- موقع وزارة الخارجية النيبالية